# Felix Ehrl
Felix Ehrl (30. Oktober 1855 in München – 19. November 1929 in Kassel) war ein deutscher Ingenieur, Opernsänger (Bass), Theaterschauspieler sowie Theaterregisseur.

## Leben
Ehrl sollte Ingenieur werden und war deswegen bereits in technischer Vorbildung in Maschinenfabriken tätig. Er hielt es dort aber nicht lange aus und, unterstützt von einer tiefen Bassstimme, beschloss er sich der Bühne zu widmen und besuchte die Königlich Bayerische Musikschule in München, wo Hans Hasselbeck sein Gesangs- und Karl Johann Brulliot sein dramatischer Lehrer war.
Auf diese Weise ausgebildet, betrat er als „Eremit“ im Freischütz am Stadttheater Bremen zum ersten Mal die Bühne (1877), dann kam er als Vertreter eines ersten Faches an die Krollsche Oper nach Berlin, sodann nach Elberfeld, Chemnitz und Leipzig, und trat 1883 in den Verband des Deutschen Landestheaters in Prag, wo man diesem jungen, emporstrebenden und stimmkräftigen Bassisten mit viel Sympathie begegnete. Er wurde eine mit der Zeit eines der beliebtesten Mitglieder des Opernensembles.
1894 übertrug man ihm auch die Opernregie. Nachdem Ehrl volle 15 Jahre an der Prager Bühne erfolgreich gewirkt hatte (alle seriösen Basspartien, später auch die Bassbuffopartien, brachte er unter allgemeinem Beifall zur Geltung), und sich auch 1889 an der Tournee des Wagnertheaters – im Nibelungenring brachte er die Basspartien zur Darstellung – in Petersburg und Moskau beteiligt hatte, verließ er dieses Kunstinstitut, um einem Ruf als Oberregisseur an das zweite Opernhaus in Berlin (Theater des Westens) Folge zu leisten. Dort blieb er drei Jahre und wirkte von 1901 bis 1909 als Oberregisseur und Sänger des Hamburger Stadttheaters, von 1909 bis 1915 am Hoftheater von Kassel.
Eine seiner Schülerinnen war Elsa Reich.
Ehrl war mit der Sängerin Frieda Herper verheiratet.